# Oxira acutipennis
Oxira acutipennis är en fjärilsart som beskrevs av Charles Boursin 1954. Oxira acutipennis ingår i släktet Oxira och familjen nattflyn. Inga underarter finns listade i Catalogue of Life.